# Піонер (місцевість)
Піоне́р — житловий масив розташований у центрі південної частини Покровського району Кривого Рогу.

## Загальні відомості
Закладений у 30-х рр. ХХ століття у зв'язку із швидкими темпами будівництва шахт. Розвитку набув у 50-70-х рр. Має 4 вулиці, мешкає 5 тис. осіб.

## Інфраструктура
- Свято-Покровський жіночий монастир
- Автотранспортний технікум